# Dókus László
Csabai Dókus László (Sátoraljaújhely, 1786. április 15. – Balatonfüred, 1858. július 12.)	táblai közbíró, országgyűlési követ, főtörvényszéki elnök.

## Élete
A szent István-rend kiskeresztese, 1830-ban Zemplén megye alispánja, 1832–1834-ben országgyűlési követe volt; 1841-ben a hétszemélyes tábla elnöke lett; a szabadságharc után Eperjesen a kerületi császári és királyi főtörvényszék elnöke volt; később nyugalomba vonult.

## Munkái
A harctérről jött futárok előadásainak hatása alatt irt leveleit Szerdahelyi Lászlóhoz Ágcsernyőbe (Ujhely, jún. 1849.) közölte a Zemplén című lap(1891. 42. sz.). Követi tudósításai megvannak a zemplén megyei levéltárban.